# Volkswagen Phaeton
Volkswagen Phaeton byl luxusní sedan vyráběný německou automobilkou Volkswagen. Byl představen na autosalonu v Ženevě v roce 2002. Od začátku výroby do jejího ukončení dne 18. března 2016 bylo vyrobeno 84 235 vozidel tohoto typu.
Phaeton sdílel podvozkovou platformu s Bentley Continental GT a Bentley Continental Flying Spur. Některé komponenty byly také shodné s koncernovým Audi A8.

## Data

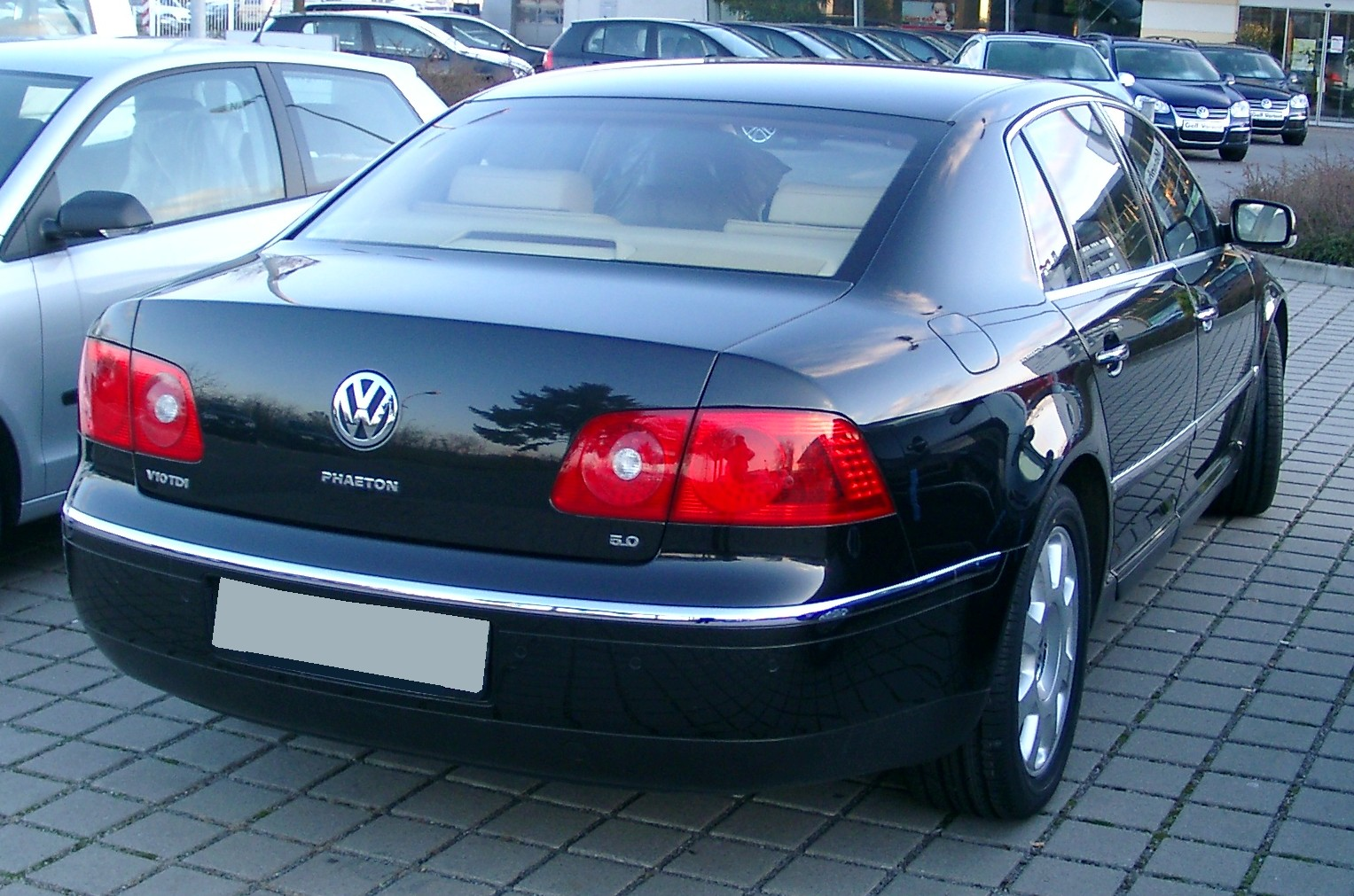
VW Phaeton, pohled zezadu

| Model           | Kód motoru      | Počet válců     | Počet ventilů   | Vrtání × zdvih [mm] | Zdvihový objem [cm3] | Max. výkon [kW (k) při ot./min] | Max. točivý moment [Nm při ot./min] |
| Zážehové motory | Zážehové motory | Zážehové motory | Zážehové motory | Zážehové motory     | Zážehové motory      | Zážehové motory                 | Zážehové motory                     |
| --------------- | --------------- | --------------- | --------------- | ------------------- | -------------------- | ------------------------------- | ----------------------------------- |
| 3,0 V6          |                 | V6              | 30V             | 82,5 × 92,8         | 2976                 | 184 (250) při 6400              | 310 při 3500                        |
| 3,2 V6          | AYT             | VR6             | 24V             | 84,0 × 95,9         | 3189                 | 177 (241) při 6200              | 315 při 2400                        |
| 3,2 V6          | BKL             | VR6             | 24V             | 84,0 × 95,9         | 3189                 | 177 (241) při 6200              | 315 při 2400                        |
| 3,2 V6          | BRK             | VR6             | 24V             | 84,0 × 95,9         | 3189                 | 177 (241) při 6200              | 315 při 2400                        |
| 3,6 V6          | CHNA            | VR6             | 24V             | 89,0 × 96,4         | 3598                 | 206 (280) při 6250              | 370 při 3500                        |
| 3,6 V6          | CMVA            | VR6             | 24V             | 89,0 × 96,4         | 3598                 | 206 (280) při 6250              | 370 při 3500                        |
| 4,2 V8          | BGH             | V8              | 32V             | 84,5 × 93,0         | 4172                 | 246 (335) při 6500              | 430 při 3500                        |
| 4,2 V8          | BGJ             | V8              | 32V             | 84,5 × 93,0         | 4172                 | 246 (335) při 6500              | 430 při 3500                        |
| 6,0 W12         | BAN             | W12             | 48V             | 84,0 × 90,2         | 5998                 | 309 (420) při 6000              | 550 při 3000                        |
| 6,0 W12         | BRN             | W12             | 48V             | 84,0 × 90,2         | 5998                 | 331 (450) při 6050              | 560 při 2750–5200                   |
| 6,0 W12         | BTT             | W12             | 48V             | 84,0 × 90,2         | 5998                 | 331 (450) při 6050              | 560 při 2750–5200                   |
| Vznětové motory |                 |                 |                 |                     |                      |                                 |                                     |
| 3,0 V6 TDI      | BMK             | V6              | 24V             | 83,0 × 91,4         | 2967                 | 165 (225) při 4000              | 450 při 1400–3250                   |
| 3,0 V6 TDI      | CARA            | V6              | 24V             | 83,0 × 91,4         | 2967                 | 171 (233) při 4000              | 450 při 1500–3500                   |
| 3,0 V6 TDI      | CARB            | V6              | 24V             | 83,0 × 91,4         | 2967                 | 176 (240) při 4000              | 500 při 1500–3000                   |
| 3,0 V6 TDI      | CEXA            | V6              | 24V             | 83,0 × 91,4         | 2967                 | 176 (240) při 4000              | 500 při 1500–3000                   |
| 3,0 V6 TDI      | CEXB            | V6              | 24V             | 83,0 × 91,4         | 2967                 | 180 (245) při 4000              | 500 při 1500–3000                   |
| 5,0 V10 TDI     | AJS             | V10             | 20V             | 81,0 × 95,5         | 4921                 | 230 (313) při 3750              | 750 při 2000                        |